# John Perdew

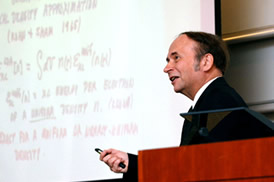
John Perdew, 2007

John Paul Perdew (* 30. August 1943 in Cumberland (Maryland)) ist ein US-amerikanischer Festkörperphysiker, bekannt für Innovationen in der Dichtefunktionalmethode (DFT) mit Anwendungen in Festkörperphysik, Materialwissenschaften und Quantenchemie.
Perdew besuchte das Gettysburg College mit dem Bachelor-Abschluss in Physik 1965 und wurde 1971 an der Cornell University bei John W. Wilkins promoviert. Als Post-Doktorand war er bis 1974 an der University of Toronto bei Sy Vosko und anschließend bis 1977 an der Rutgers University bei David Langreth. 1977 wurde er Assistant Professor an der Tulane University mit einer vollen Professur ab 1982. Seit 2013 ist er Professor an der Temple University (Laura H. Carnell Professor) und Gründungsdirektor des dortigen Center for Materials Theory.
Perdew leistete wichtige Beiträge, um die Dichtefunktionaltheorie genau genug zu machen für Anwendungen zum Beispiel in den Materialwissenschaften und der Quantenchemie. Die Arbeit Generalized Gradient Approximation Made Simple über die Verallgemeinerte Gradientennäherung (Generalized Gradient Approximation, GGA) für das Austausch-Korrelations-Potential in der DFT von 1996 von ihm, Kieron Burke und Matthias Ernzerhof ist die meistzitierte Physikveröffentlichung für die Jahre 1996 bis 2010 und wurde bis 2023 über 130.000 Mal zitiert. 1981 entwickelte er mit Alex Zunger die Selbstwechselwirkungskorrektur.
2007 erhielt er den Outstanding Researcher Award der School of Science and Engineering der Tulane University. Er ist seit 2011 Mitglied der National Academy of Sciences und Mitglied der International Academy of Molecular Sciences (2003). 2012 erhielt er den Materials Theory Award der Materials Research Society. 2015 erhielt er den John-Scott-Preis, einen Humboldt-Forschungspreis und wurde Ehrendoktor der Technischen und Wirtschaftswissenschaftlichen Universität Budapest. 2019 wurde er Clarivate Citation Laureate. Für 2025 wurde ihm eine Benjamin Franklin Medal des Franklin Institute zugesprochen.

## Schriften (Auswahl)
- mit A. Zunger: Self-interaction correction to density-functional approximations for many-electron systems, Phys. Rev. B, Band 23, 1981, S. 5048
- mit R. G. Parr, M. Levy, J. L. Balduz: Density-functional theory for fractional particle number: derivative discontinuities of the energy, Phys. Rev. Lett, Band 49, 1982, S. 1691
- mit L. J. Sham, M. Schlüter: Density-functional theory of the energy gap, Phys. Rev. Lett., Band 51, 1983, S. 1888
- mit M. Levy: Physical content of the exact Kohn-Sham orbital energies: band gaps and derivative discontinuities, Phys. Rev. Lett., Band 51, 1983, S. 1884
- Density-functional approximation for the correlation energy of the inhomogeneous electron gas, Phys. Rev. B, Band 33, 1986, S. 8822
- mit W. Yue: Accurate and simple density functional for the electronic exchange energy: Generalized gradient approximation, Phys. Rev. B, Band 33, 1986, S. 8800
- mit Y. Wang: Accurate and simple analytic representation of the electron-gas correlation energy, Phys. Rev. B, Band 45, 1992, S. 13244
- mit J. A. Chevary, S. H. Vosko u. a.: Atoms, molecules, solids, and surfaces: Applications of the generalized gradient approximation for exchange and correlation, Phys. Rev. B, Band 46, 1992, S. 6671
- mit M. Ernzerhof, K. Burke: Rationale for mixing exact exchange with density functional approximations, Journal of Chemical Physics, Band 105, 1996, S. 9982–9985
- mit Kieron Burke, Matthias Ernzerhof: Generalized Gradient Approximation Made Simple, Phys. Rev. Lett., Band 77, 1996, S. 3865 doi:10.1103/PhysRevLett.77.3865
- mit K. Burke, Y. Wang: Generalized gradient approximation for the exchange-correlation hole of a many-electron system, Phys. Rev. B, Band 54, 1996, S. 16533
- mit J. Tao u. a.: Climbing the density functional ladder: Nonempirical meta–generalized gradient approximation designed for molecules and solids, Phys. Rev. Lett., Band 91, 2003, S. 146401
- mit V. N. Staroverov, J. Tao u. a.: Comparative assessment of a new nonempirical density functional: Molecules and hydrogen-bonded complexes, Journal of Chemical Physics, Band 119, 2003, S. 12129–12137
- mit A. Ruzsinszky u. a.: Restoring the density-gradient expansion for exchange in solids and surfaces, Phys. Rev. Lett., Band 100, 2008, S. 136406